# Daniel Casal
Daniel Casal (27 de agosto de 1971) es una personalidad de la industria publicitaria y marketiniana. Está considerado uno de los «padres» de la publicidad digital en España cuando lanzó en el año 1995 una de las primeras agencias digitales que hubo en España, Arroba.

## Reseña biográfica
Daniel Casal es un empresario español, fundador de una de las primeras agencias digitales en el mercado español.  Ha trabajado como asesor político, conferenciante, escritor, profesor y empresario.  Durante más de 7 años ocupó el cargo de Presidente del capítulo español de la asociación internacional de publicidad (IAA).  Su agencia, Arroba,  fue una de las pioneras en entender que la revolución digital había cambiado la forma en que las marcas debían de comunicarse con las audiencias y los cambios en los hábitos de consumo que estaban produciendo el ecosistema digital.  Arroba tenía presencia en España, Francia y México, y en el año 2018 se fusionó con Yslandia, creando una de las top 5 agencias creativas española.   Daniel Casal abandonó Yslandia tres años más tarde para continuar emprendiendo en proyectos relacionados con la tecnología, la innovación, el talento y la creatividad. En el año 2024 funda una firma de fusiones y adquisiciones en el ámbito de la publicidad y el marketing digital, bud advisors.

## Distinciones
- Top personalidad de la industria publicitaria [4] (premio, 2015)
- Mejor agencia creativa digital[5] (Bronce, 2014)
- Mejor agencia de comunicación digital[6] (Oro, 2011)

## Libros
- Casal, D., Daniel Casal (2015). «La ética en la comunicación online». Comunicación y empresa responsable. eunsa. ISBN 978-84-313-3063-7. Consultado el 27 de julio de 2022.
- Casal, D., Daniel Casal (2017). «Un nuevo modelo de agencia de publicidad». El creativo publicitario en la era digital. Editorial Síntesis, S.A. ISBN 978-8491710677. Consultado el 27 de julio de 2022.

## Artículos
Anuncios (Enero 2024).  Bud Advisors, el nuevo proyecto profesional de Daniel Casal.  Consultado 1 de febrero de 2024.
Dirconfidencial (enero de 2024). Daniel Casal lanzan una firma de M&A especializada en publicidad y marketing.  Consultado 1 de febrero de 2024.
Substack (septiembre de 2023).  La complejidad de la Industria Publicitaria.  Consultado 16 de octubre de 2023.
Linkedin, ed. (Marzo 2021). «Nuevo enfoco del del CX con la AI». Consultado el 28 de julio de 2022.
Linkedin, ed. (Marzo 2021). «La experiencia de cliente en un entorno ecommerce». Consultado el 28 de julio de 2022.
Linkedin, ed. (Enero del 2021). «5 MODELOS DE NEGOCIO DIRECT TO CONSUMER». Consultado el 28 de julio de 2022.
Linkedin, ed. (agosto del 2021). «Cómo crear un customer journey map». Consultado el 28 de julio de 2022.
Linkedin, ed. (Septiembre de 2021). «Retos a la hora de crear tu estrategia de marketing de automatización». Consultado el 28 de julio de 2022.
El periódico de la publicidad, ed. (Septiembre de 2019). «Hora de re-imaginar las estructuras de las agencias». Consultado el 28 de julio de 2022.
Anuncios, ed. (Marzo de 2018). «Fraude y Blockchain». Consultado el 28 de julio de 2022.
Control & Estrategia, ed. (Marzo de 2017). «Ojo al Dato». Consultado el 28 de julio de 2022.
El publicista, ed. (Julio de 2016). «Si tú no cambias, nada cambia». Consultado el 28 de julio de 2022.
Anuncios, ed. (Octubre de 2016). «El final de las agencias digitales». Consultado el 28 de julio de 2022.
IPMark, ed. (Enero de 2015). «Publicidad social y marketing con causa». Consultado el 28 de julio de 2022.
Marketing directo, ed. (marzo del 2015). «El futuro de la publicidad». Consultado el 28 de julio de 2022.
Marketing News, ed. (septiembre del 2014). «Lo automático y sus consecuencias». Consultado el 28 de julio de 2022.
Ipmark, ed. (Febrero de 2013). «El futuro de la industria publicitaria: ¿y ahora, qué?». Consultado el 28 de julio de 2022.
Interactiva digital, ed. (2012). «Por qué todas las agencias deberían tener un earned media director». Consultado el 28 de julio de 2022.
Marketing directo, ed. (Septiembre 2010). «Nuevos modelos de retribución de agencias interactivas». Consultado el 28 de julio de 2022.
Marketing directo, ed. (Abril 2009). «Homenaje a las Agencias Interactivas». Consultado el 28 de julio de 2022.
Marketing directo, ed. (Marzo 2005). «Entender el comportamiento binario de los usuarios». Consultado el 28 de julio de 2022.